# 羽根田・カンポス彗星
羽根田・カンポス彗星（はねだ・カンポスすいせい、英語: Comet Haneda-Campos）は、1978年に1度だけ出現して見失われた短周期彗星。

## 歴史
1978年9月1日夕方（JST）、福島県原町市（現在の南相馬市）のアマチュア天文家である羽根田利夫（1910年 - 1992年）は、口径85mm27倍の屈折望遠鏡で、雲が増えつつあった空で、唯一晴れていた南天のやぎ座を捜索していたところ、10等の彗星状天体を発見した。すぐに彗星の方向にも雲がかかり移動を確認できなかったため、慎重を期して翌日再度観測し、移動を確認した上で東京天文台（当時）へ報告した。
一方で、南アフリカのJosé Alberto da Silva Campos（イタリア語版）も9月1日、羽根田の約8時間後に9等の同彗星を発見し、直ちに報告していたため、羽根田の報告の前に天文電報中央局から東京天文台を通じて日本国内の観測者にも新彗星の情報が伝えられていた。
結果としては羽根田の報告がIAUCによる新彗星公表の前であったため、羽根田の独立発見が認められて「羽根田・カンポス彗星」としてアナウンスされた。

### 話題
発見者の一人の羽根田は当時69歳（68歳説あり）で、世界最年長の彗星発見者として知られた。現在では、発見地の観測所跡地に看板が建てられており、発見時に一緒にいた愛犬の墓も作られている。

## 出現
発見時の近日点通過は1978年10月9日。発見よりも前の8月9日にヨーロッパ南天天文台のG. Pizarroらが撮影した画像上に11等で映っており、エレノア・ヘリンによる8月10日の画像、パース天文台のArie Verveerによる8月11日の画像にも映っていた。
9月初頭は集光のある拡散した姿で、9 - 10等で観測された。10月10日には地球に0.1539 auまで接近した。11月29日には核の光度18等で観測され、この回帰の観測が終了した。
彗星は、1981年2月5日に木星に0.32auまで接近して軌道が変化し、近日点距離が1.10auから1.22auに拡大した。次の回帰である1984年には検出されず、その後現在（2022年現在）に至るまで再発見されず行方不明となっている。

## 流星群
10月やぎ座流星群の母天体がこの彗星だとする説がある。